# Les Petites-Armoises
Les Petites-Armoises is een gemeente in het Franse departement Ardennes in de regio Grand Est en telt 63 inwoners (2009). De plaats maakt deel uit van het arrondissement Vouziers.

## Geschiedenis
Les Petites-Armoises maakte deel uit van het kanton Le Chesne tot dit op 22 maart 2015 werd opgeheven en de gemeenten werden opgenomen in het kanton Vouziers.

## Geografie
De oppervlakte van Les Petites-Armoises bedraagt 4,4 km², de bevolkingsdichtheid is dus 14,3 inwoners per km².
De onderstaande kaart toont de ligging van Les Petites-Armoises met de belangrijkste infrastructuur en aangrenzende gemeenten.

## Demografie
Onderstaande figuur toont het verloop van het inwonertal (bron: INSEE-tellingen).

Vanwege een beveiligingsprobleem met de MediaWiki Graph-software is het momenteel niet mogelijk deze grafiek weer te geven. Zodra de software is bijgewerkt zal de grafiek vanzelf weer zichtbaar worden.

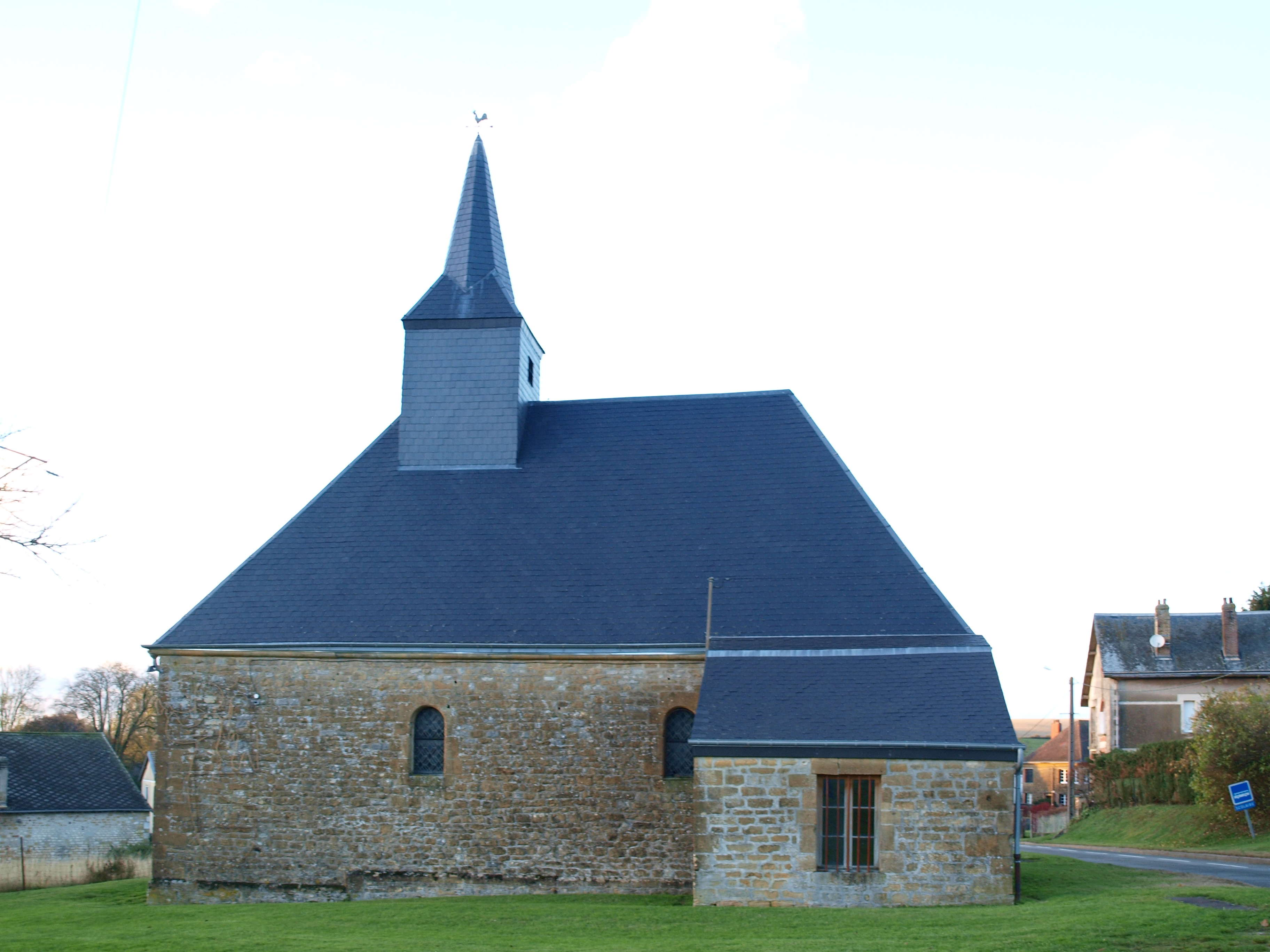
Kerk van les Petites-Armoises